# روجر كرامر
روجر كرامر (بالإنجليزية: Roger Kramer)‏ هو لاعب كرة القدم الكندية أمريكي، ولد في 1939 في أوكلاهوما سيتي في الولايات المتحدة.